# Slapstick
 (octobre 2019).

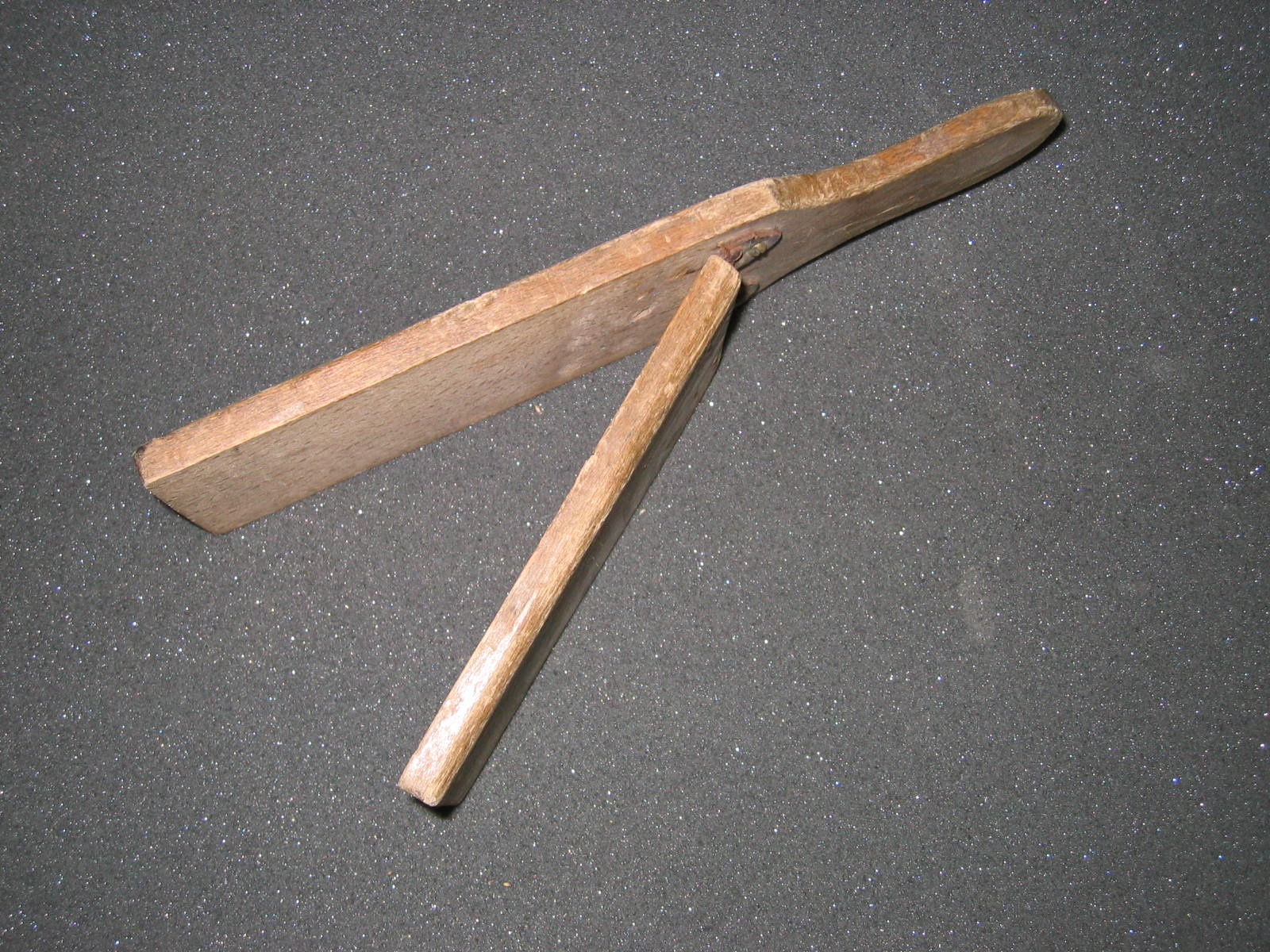
Un slap stick.

Le slapstick est un genre d'humour impliquant une part de violence physique volontairement exagérée,,.
Le terme vient de l'anglais slap stick, « bâton claqueur » en français, c'est-à-dire une férule double ou cliquette, inoffensive mais très sonore qui renforce l'effet des coups portés, inspirée du « battocchio » des bateleurs italiens.
Il est notamment une composante majeure de l'humour burlesque.

## Histoire
L'histoire de ce style de comédie remonte à plusieurs siècles. Par exemple, William Shakespeare a inclus beaucoup de scènes de poursuite et passages à tabac dans ses comédies, comme sa pièce La Comédie des erreurs.
C'est aussi l'une des caractéristiques du cinéma burlesque américain (1912-1940) popularisé notamment par le studio Keystone à Edendale près de Los Angeles. Il fut fondé principalement à l'initiative de Mack Sennett. Charlie Chaplin créa ses premiers films dans ce studio. D'autres comiques célèbres y travaillèrent, comme Roscoe Arbuckle, Buster Keaton, et Mabel Normand. On peut aussi citer d'autres exemples de ce genre avec Charley Bowers.
En France, Pierre Étaix a été le représentant le plus notable de ce genre de comique, notamment au travers de son travail avec Jacques Tati pour lequel il a créé et réglé de nombreux gags dans ses films, mais aussi avec plusieurs spectacles empruntant aux principes du slapstick.